# Bécasse des bois
Scolopax rusticola
Espèce
Statut de conservation UICN

 LC  : Préoccupation mineure
La Bécasse des bois (Scolopax rusticola) est une espèce d'oiseaux de taille moyenne, de la famille des Scolopacidae, oiseau migrateur discret et essentiellement nocturne.
La bécasse est chassable dans tous les états de l'Union européenne, ainsi que dans les régions voisines, notamment dans les Balkans et autres pays européens de l'ex-URSS (principalement la Russie), tant par des chasseurs résidents qu'étrangers. La population de l'espèce est considérée comme en régression dans la plupart de ces régions,,.

## Habitat et aire de répartition
C'est un oiseau typiquement forestier, qui semblait également autrefois apprécier les régions bocagères (Bretagne, notamment).
Il est réputé plutôt lucifuge : « Ces oiseaux de passage, dont les chasseurs font le plus grand cas, nous arrivent par un temps sombre, le plus souvent la nuit ; ils s'abattent dans les taillis ou les futaies, et préfèrent les bois où il y a beaucoup de terreau humide et de feuilles mortes  ».
En France, des migrateurs et hivernants sont présents de début octobre à fin mars, début avril.
Jusqu'au XIXe siècle au moins, cette espèce nichait dans les régions montagneuses élevées (Pyrénées, Alpes, etc.) et rejoignait les plaines en automne ; on la trouvait et la chassait vers la mi-octobre, dans les zones boisées ou bocagères des plaines.

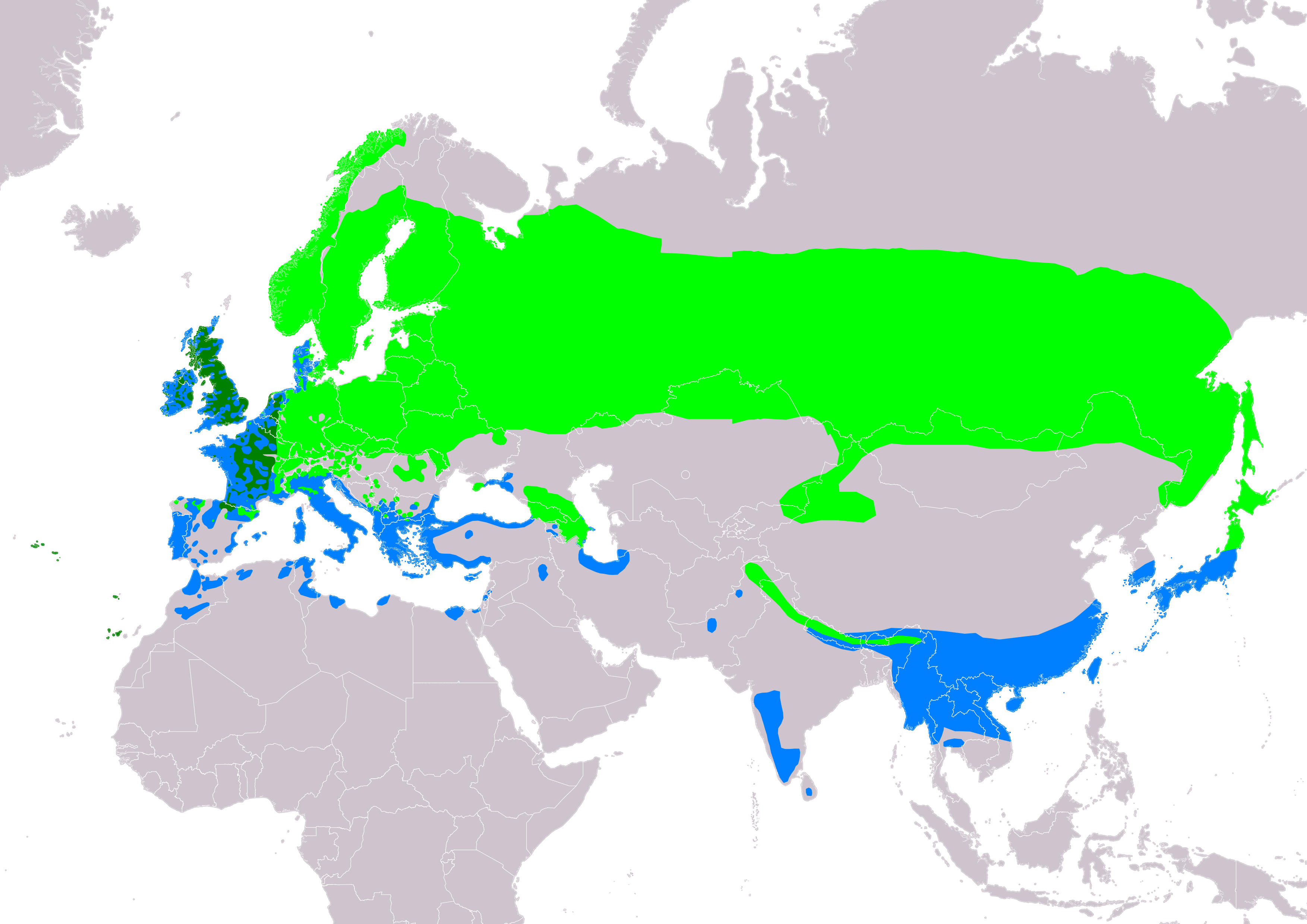
Répartition de la Bécasse des bois

## Description

### Plumage
Le plumage de la Bécasse des bois décline toutes les nuances de couleur du brun foncé au beige clair. Son mimétisme la rend extrêmement difficile à observer au sol en milieu forestier.
La coloration brun terne de ce plumage est idéale pour fournir un camouflage pendant la journée et limiter la réflexion de la lumière la nuit, lorsque l'oiseau est le plus actif. Mais lorsque le besoin s'en fait sentir, très probablement à des fins d'accouplement, d'affirmation de la domination territoriale et d'autres modes de communication, S. rusticola peut lever la queue pour révéler des taches de plumes d'un blanc éclatant. En 2023, une nouvelle étude de ces plumes révèle qu'elles diffusent la lumière visible 30 % plus efficacement qu'aucun autre plumage connu,. Cette réflectance diffusive est due à une nanostructure désordonnée composée de kératine et d'air à l'intérieur du vexille. De plus, l'aplatissement, l'épaississement et la disposition des barbules créent une macrostructure de type store vénitien qui améliore la réflexion. Les bécasses ont peut-être développé ce dispositif dans le cadre d'une communication visuelle à longue portée dans des environnements faiblement éclairés.

### Vision
La Bécasse des bois fait partie des oiseaux réputés avoir une excellente vision, y compris de nuit. Elle peut voir à 360°.

## Comportement

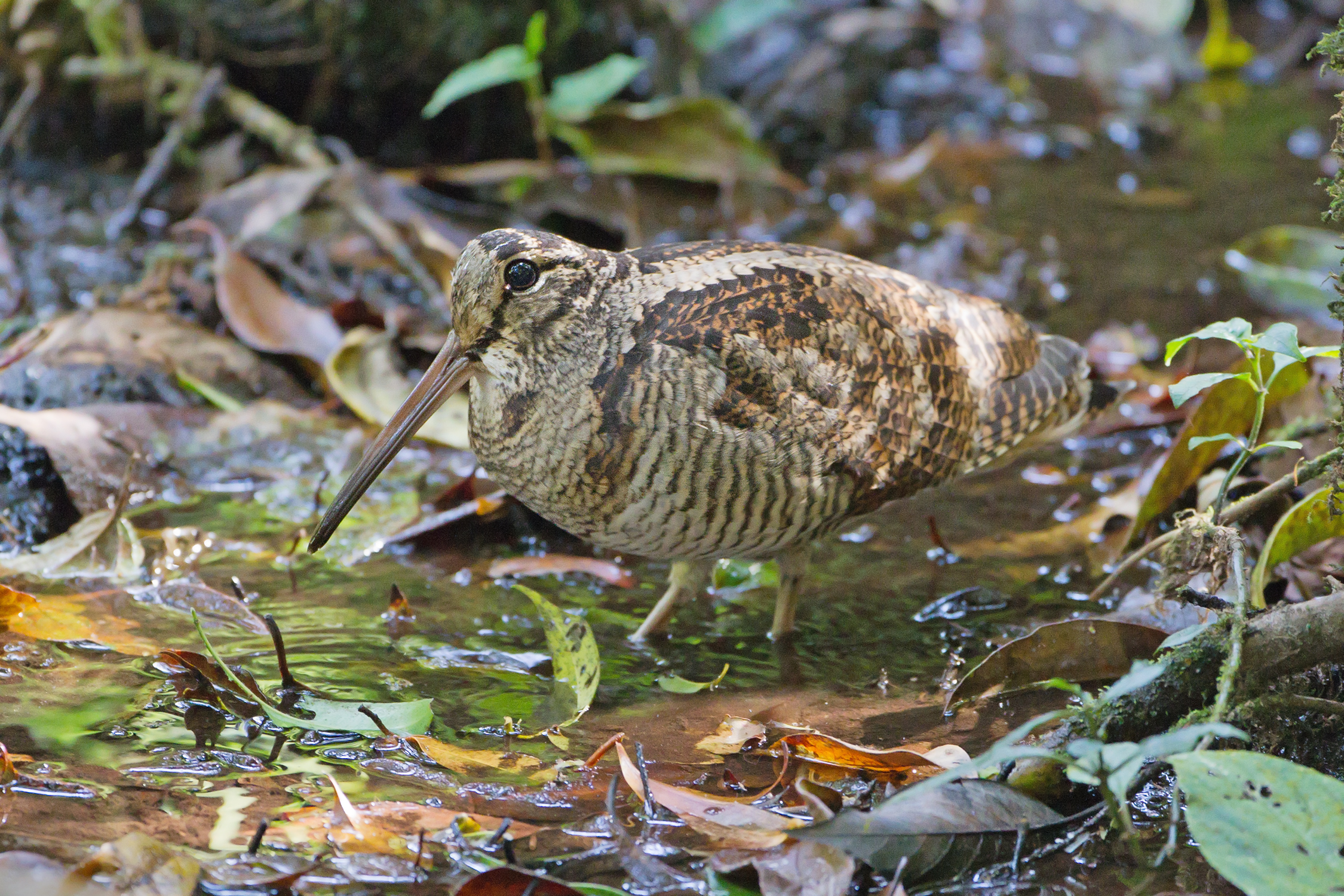
Eurasian Woodcock (Scolopax rusticola), Doi Inthanon National Park, Chiang Mai, Thailand

Son envol rapide et bruyant, souvent très près du gêneur, ou son atterrissage, assez lourd, donnent l'occasion d'observer la Bécasse des bois dans de bonnes conditions.
Certains auteurs ont écrit qu'elle « craint la chaleur et la sécheresse » qui diminuent son accès aux vers de terre.

### Entre légendes et réalité
La bécasse, peut-être en raison de sa discrétion, est à l'origine de nombreuses histoires et légendes. On raconte ainsi qu'une bécasse blessée serait capable de panser sa blessure grâce à un mélange de salive, de végétaux, et de terre ; en séchant, cette mixture forme une sorte de plâtre qui arrêterait une hémorragie ou immobiliserait un os fracturé. De même, il serait question de bécasses « chirurgiennes », capables de panser les blessures de leurs congénères par le même procédé.
Il semblerait que différentes espèces de bécasses et d'autres Scolopacidae, dont la Bécasse des bois, soient capables de transporter un ou plusieurs de leurs poussins en vol. L'adulte placerait le juvénile entre ses pattes et l'y maintiendrait tout en volant afin de l'emmener en lieu sûr. Ce comportement, bien que surprenant et jamais étayé par preuve photographique, pourrait être bien réel d'après les nombreux témoignages, parfois très sérieux.

## Traces, indices de présence
Sa fiente caractéristique (large, blanche et sans odeur) est appelée « miroir » ; c'est un marqueur de la présence ou du passage de l'oiseau.
Localement, les populations de bécasses sont ou ont été estimées par la méthode des ICA (indices cynégétiques d'abondance).

## Alimentation

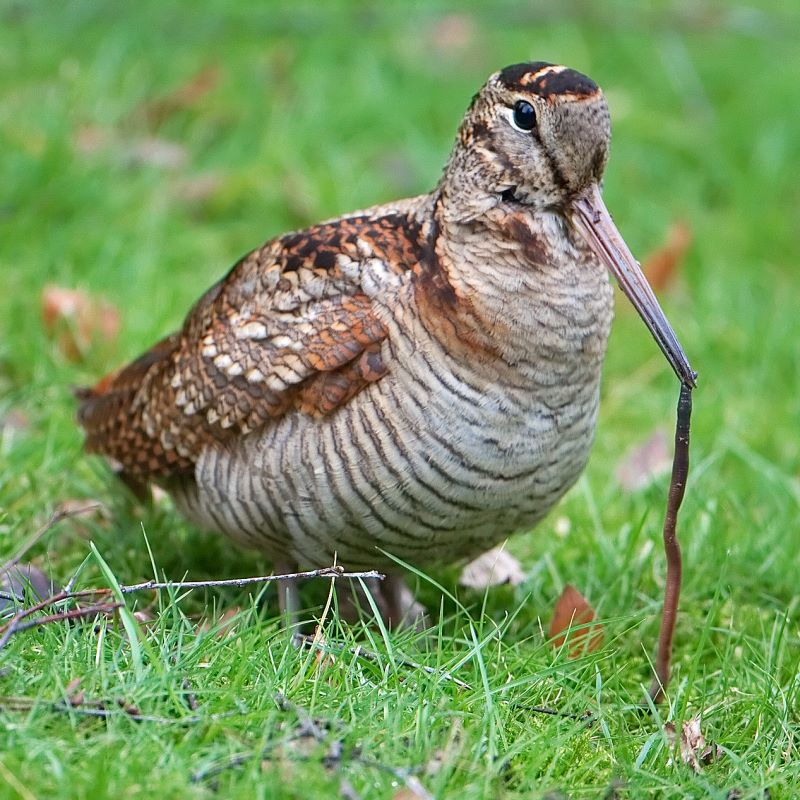
La bécasse a besoin d'un humus riche et épais, où grâce à son long bec elle prélève les lombrics qui constituent l'essentiel de sa nourriture,

Chaque soir ou presque, dès le crépuscule, la bécasse quitte ses remises forestières pour aller se nourrir sur des prairies pâturées ou dans des vignes riches en lombrics, où elle passe l'essentiel de ses nuits.
En cours de journée, elle peut également se nourrir en fouillant l'humus des sous-bois à la recherche de lombrics, d'araignées et de petits insectes, grâce à son bec doté d'une mandibule supérieure articulée.

Les gelées, en durcissant la terre, la chassent donc progressivement vers les plaines puis vers le sud, jusqu'au Maroc. En période durable de froid, la bécasse privilégie les sols acides qui gèlent plus difficilement, et lui permettent de trouver une alimentation encore accessible[réf. nécessaire].

## Reproduction

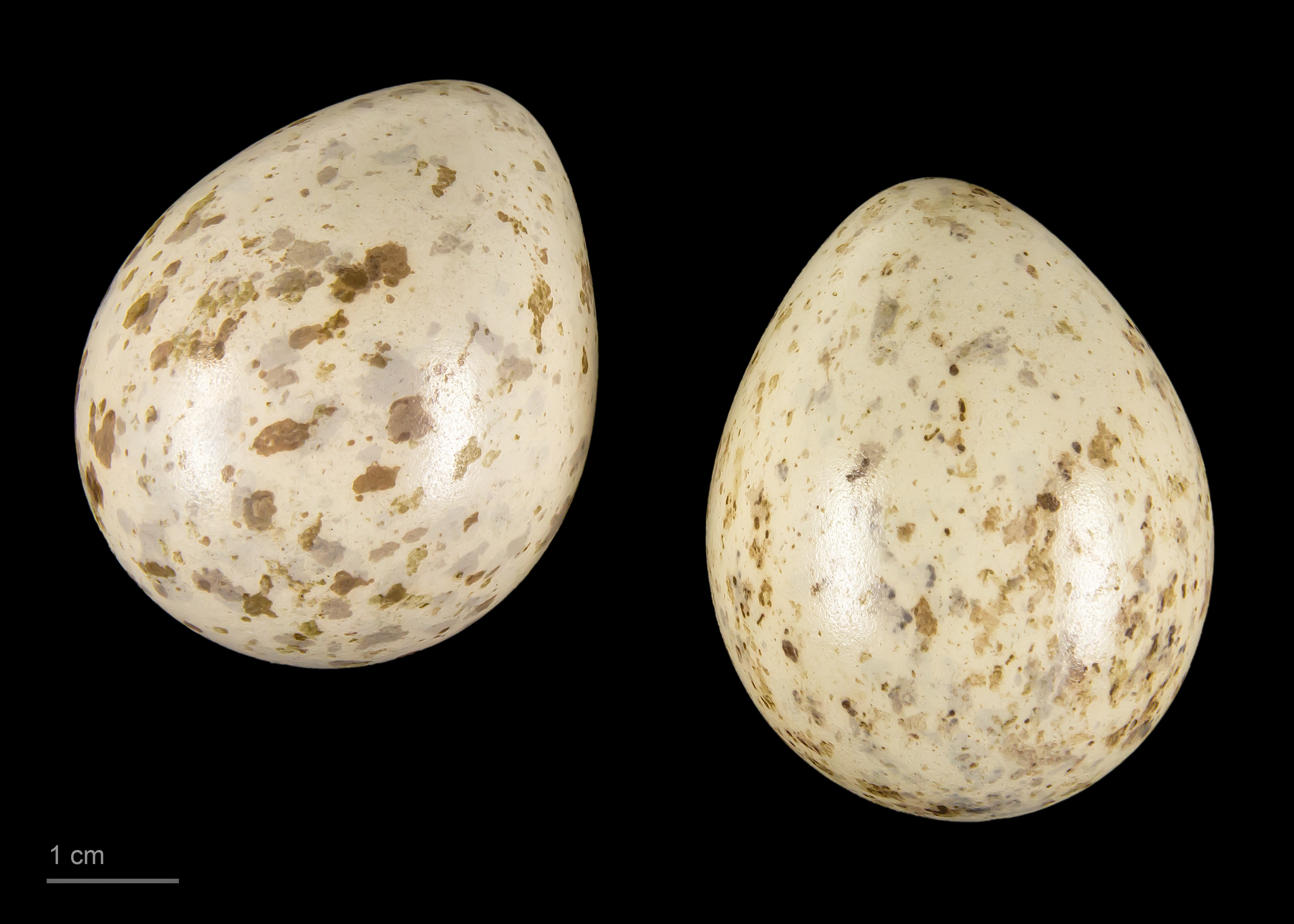
Scolopax rusticola rusticola - MHNT

En mars, certaines bécasses quittent les plaines pour remonter en altitude.
Elles partent appariées et volent de nuit ; dès le matin, elles se blottissent dans quelques bois et ne reprennent leur route qu'au soir.

## Nidification
Selon Aristide & Stanislas Frézard (1866), « elles construisent leurs nids par terre avec des herbes sèches, entremêlées de petits brins de bois. 
La femelle pond quatre ou cinq œufs oblongs d'un gris roussâtre, marbrés de stries ondulées, un peu plus gros que les œufs de pigeon. 
Dès que les petits sont éclos, ils quittent le nid et se mettent à voler, avant d'avoir d'autres plumes que celles des ailes. »
La ponte a ordinairement lieu en avril, dans la partie nord de son aire de répartition, la Russie, l'Irlande, la Scandinavie, etc. Une population relativement modeste niche en France. La femelle pond 4 œufs, qu'elle couvera pendant 22 jours, avant que les poussins nidifuges ne voient le jour.

## Peinture
L'une des premières rémiges primaires est atrophiée et constitue un petit plumeau très fin et très rigide, autrefois très recherché par les artistes (peintres, enlumineurs, etc.) pour les détails de leurs toiles. Cette rémige a conservé le nom de « plume du peintre ».

## État des populations et menaces
Les principales menaces pesant sur la bécasse semblent être la chasse, le saturnisme et la dégradation de certains de ses habitats ruraux (sols humiques et humides riches en vers de terre...).
Ses populations sont fortement exploitées par les chasseurs qui en tuent 3 à 4 millions en Europe chaque année.
En France cependant, afin de combattre sa régression, la bécasse fait l'objet d'un CPU (Carnet de Prélèvement Universel), qui permet de comptabiliser le nombre d'oiseaux prélevés. De plus, certains modes de chasse sont interdits (pantes, tir à la passée et à la croule, piégeage)
La Bécasse des bois fait partie des oiseaux qui semblent être depuis plusieurs siècles en régression sur une très grande partie de leur aire naturelle ou potentielle de répartition.
Elle se nourrissait autrefois - de nuit - de larves d'insectes ou vers trouvés en abondance sous les bouses de vaches. Depuis que les vaches sont traitées à l'ivermectine (puissant antiparasitaire et insecticide, très rémanent), cette ressource a fortement diminué.
Son activité se déroule essentiellement dans l'environnement nocturne. À proximité des zones habitées ou industrielles, ou d'axes de circulation éclairés, en tant qu'espèce au comportement nocturne, elle pourrait être sensible au phénomène dit de « pollution lumineuse ».
Elle a pu être localement victime du braconnage ; ainsi expliquaient les Annales forestières de 1866 : en Bretagne, alors qu'au coucher du soleil, les bécasses commençaient à « se répandre dans les clairières en suivant les sentiers. C’est là qu'on les prend facilement au lacet. En Bretagne, on leur fait la chasse d'une singulière façon. Deux hommes se réunissent pour s'embusquer dans les pâturages de la forêt, où, sous les bousards de vache, les bécasses trouvent une ample moisson de vers. L'un porte une lanterne et une sorte d'épinette fixée à l'extrémité d'un long manche ; l'autre une de ces sonnettes qu'on attache au cou des vaches. Les oiseaux se laissent ainsi approcher d'assez près pour les enserrer dans les mailles d'un filet » (voir illustration ci-contre).

« La bécasse est, comme dit Belon, « une moult grosse bête, » si elle se laisse prendre de la manière qu'il raconte et qu'il nomme folâtrerie. Un homme couvert d'une cape couleur de feuilles sèches, marchant courbé sur deux courtes béquilles, s'approche doucement, s'arrêtant lorsque la bécasse le fixe, continuant d'aller lorsqu'elle recommence à errer jusqu'à ce qu'il la voie s'arrêter la tête basse ; alors frappant doucement de ses deux bâtons l'un contre l'autre, la bécasse s'y amusera et affolera tellement, que le chasseur l'approchera d'assez près pour lui passer un lacet au cou » ,.

## Chasse et consommation

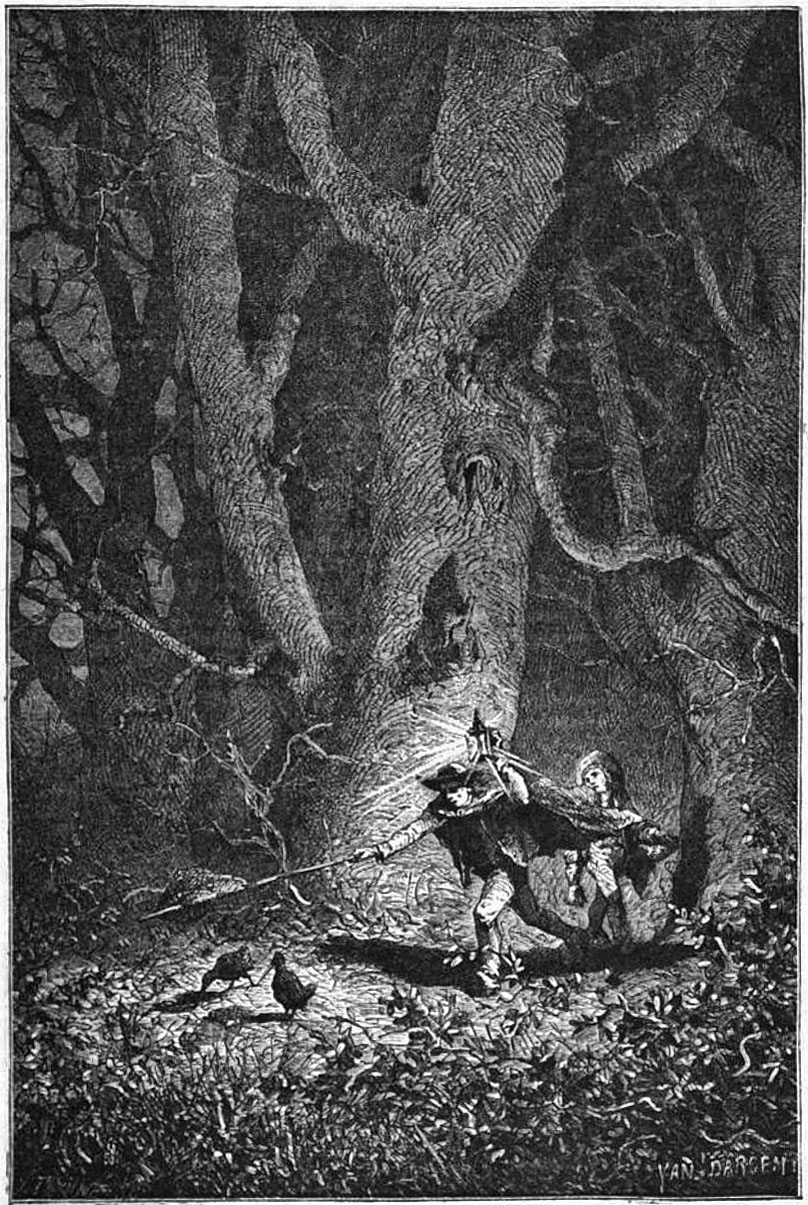
On chassait ou braconnait autrefois volontiers la bécasse de nuit, quand elle quitte les fourrés pour partir à la recherche de nourriture, notamment en Bretagne
(Illustration gravée par Yan' Dargent pour les Annales forestières (« Chronique forestière », chapitre "Les oiseaux des forêts" ; 1868, vol. 7)

### Histoire cynégétique
La bécasse est depuis longtemps chassée. Selon les Annales forestières de 1866, « la chair de la bécasse, y compris les excréments, est une friandise pour ceux qui l'aiment. C'est le cas de rappeler le proverbe latin : De gustibus coloribusque non disputandum ».
La littérature cynégétique distinguait autrefois en France - au moins jusqu'au XIXe siècle - plusieurs variétés de bécasse, qui se chassaient de la même manière :
- la bécasse ordinaire [11] ;
- la  « petite bécasse » ou « bécasse martinet », au bec plus long, aux pattes bleues et plumage roussâtre[19], et qui arrivait plus tard que la Bécasse des bois[11].
- la grosse bécasse, dont le plumage est plus rembruni que celui de la bécasse ordinaire, et la taille plus grande d'un tiers  elle habite les bois, et se tient de préférence dans les grosses haies doubles des pays couverts : ces trois premières variétés paraissent courantes[11] ;
- la bécasse blanche, dont le bec et les pieds sont jaunes[11] ;
- la bécasse rousse, à plumage ondé de roux clair sur un fond roux[11] ;
- la bécasse isabelle, à plumage d'un jaune léger[11] ;
- la bécasse à tête rousse, à corps blanchâtre, ailes brunes et tête roussâtre[11] ;
- la bécasse aux ailes blanches, en tout semblable à la commune, si ce n'est par ses ailes qui sont blanches[11].

La législation encadrant sa chasse varie selon les époques, les pays, et les régions. Le chasseur utilise souvent un ou plusieurs chiens, car le camouflage de la bécasse la rend difficile à détecter. Au Royaume-Uni, on apprécie aussi de la chasser avec une rangée de rabatteurs.
Le nombre de bécasses aujourd'hui chassées en Europe est très mal connu : 3 à 4 millions d'individus par an, selon Ferrand et Gossmann en 2009, et au moins 2 730 125 bécasses par an dans la Communauté européenne, la Suisse, et la Norvège, selon Hirschfeld et Heyd (2005), mais c'est l'un des oiseaux terrestres les plus consommés par les chasseurs et leurs proches.

### Risque de saturnisme pour le consommateur de bécasses
Sa chair fait partie des aliments posant un réel risque de saturnisme pour les consommateurs réguliers de gibier.
La Bécasse des bois peut vivre plus de 15 ans  ce qui l'expose à des risques de bioaccumulation de plomb, de radionucléides, ou d'autres produits susceptibles d'être bioconcentrés par les lombrics. À ces métaux bioaccumulés s'ajoutent les grenailles et fragments de plomb incrustés dans les parties consommées de l'animal tué à la chasse.
En 2016, une étude visant à « évaluer le risque pour la santé des consommateurs de gibier sauvage » s'est intéressée à la quantité et aux caractéristiques du plomb incorporé dans la chair de cette espèce, choisie car parmi les plus populaires chez les chasseurs.

59 carcasses de bécasse tirées par des chasseurs italiens en Ukraine ont été étudiées par radiographie.
62 grenailles entières ont été extraites de 20 de ces cadavres (2 à 4 billes par spécimen) puis lavées, séchées, pesées (avec une précision de +/- 0,1 mg) et décrites pour leur couleur, forme et taille, ce qui a permis de confirmer que la plupart des billes avaient perdu des fragments de plomb lors de l'impact.

Résultats : 96,6 % de ces bécasses contenaient des billes entières et/ou des fragments - souvent microscopiques - de plomb. Chaque oiseau contenait 3,64 billes entières et une moyenne 2,14 zones de fragmentation. 75,7 % de ces zones de fragmentation contenaient de minuscules particules de plomb (toutes de taille inférieure à 1 mm). Près des 3/4 des cadavres contenaient à la fois des billes entières et des fragments de billes. 74 % des zones d'éclatement étaient situées dans la tête, le cou, les ailes et la ceinture pectorale. Enfin, 35,2 % étaient situées dans des parties consommables.

Selon l'oiseau, le poids de plomb incrusté variait de 45 à 52 mg/100 g de poids humide, et 84,6 % de ce plomb se trouvait dans les parties comestibles.

Les auteurs en ont conclu que « les consommateurs de viande de gibier sont exposés à un risque de saturnisme ». Ils précisent que dans ce cas, le nombre de grenailles par unité de masse corporelle (1,21 bille de plomb pour 100 g de poids corporel) était plus élevé que ce qui a été constaté chez d'autres espèces d'oiseaux comme l'étourneau européen, qui contenait en moyenne 0,93 bille de plomb pour 100 g de poids corporel ; 0,73 chez la perdrix rouge ; 0,52 chez l'eider à duvet ; 0,41 chez le guillemot de Brünnich. En 2010, une étude anglaise basée sur la radiographie de bécasses préparées et prêtes à être enfournées n'y avait détecté qu'un seul plomb en moyenne par bécasse, probablement — estiment-ils — à cause du fait que la bécasse résistant peu à la pénétration du plomb, beaucoup de chasseurs choisissent des cartouches contenant beaucoup de petits plombs, et que les chasseurs italiens préfèrent chasser avec un chien de chasse, plutôt qu'avec une ligne de rabatteurs comme au Royaume-Uni ; un oiseau tiré de plus près contiendra dans ce cas plus de plomb.
Des oiseaux adultes chassés tels que l'eider à duvet, le cygne, ou l'oie Branta leucopsis ont souvent des plombs reçus lors de précédentes saisons de chasse. Pourtant, les cadavres de bécasses chassées adultes présentent globalement autant de plombs incrustés chez les cadavres juvéniles  ; cela pourrait s'expliquer par la taille de l'oiseau (l'étourneau, plus frêle, est plus facilement traversé par des billes de plomb), par une faible résilience de la bécasse blessée, ou encore par le fait qu'adulte, la bécasse est devenue plus prudente que lorsqu'elle est juvénile. D'ailleurs, la part de bécasses juvéniles dans les gibecières est toujours plus importante que celle des adultes : en France, selon Boidot & Aurousseau, elles contiennent plus de 65 % de juvéniles, et ce chiffre monte à 81,1 % dans l'échantillon importé d'Ukraine, une région localement affectée par les retombées de Tchernobyl.
Même si toutes les billes de plomb intactes étaient retirées de la viande avant cuisson, il resterait une quantité importante de minuscules fragments largement répandus et impossibles à retirer. C'est le plomb le plus dangereux : une fois avalé, il est corrodé ou dissous par l'acide gastrique. Il passe alors facilement la barrière intestinale. De plus, sa lixiviation est généralement facilitée par la préparation et la cuisson de la viande,. Des analyses chimiques ont prouvé que des taux élevés de plomb moléculaire sont induits par la présence de nombreux petits fragments de munitions au plomb dans divers type de gibiers,,,/ref>,,.

« Les consommateurs réguliers de viande de bécasse des bois sont par conséquent exposés à de véritables risques pour la santé », plus encore s'ils consomment aussi d'autres types de gibier sources de plomb alimentaire.

### Cas des radionucléides de Tchernobyl
La Bécasse des bois se nourrit essentiellement de vers de terre. Or, les lombrics peuvent bioaccumuler des radionucléides. Ainsi, pour le radiocésium retombé en forêt dans la préfecture de Fukushima, dans les six mois suivant la catastrophe, le facteur de transfert de la litière forestière du ver était de 0,21 à 0,35. On a mesuré 19 Bq par gramme de poids humide de vers avec contenu intestinal, et 108 Bq par gramme de poids sec sans contenu intestinal ont été trouvés dans la chair de bécasse après la catastrophe de Tchernobyl, dont en Norvège où le taux de césium dépassant la norme de 600 Bq par kilo de masse fraîche en 1986, pour ensuite diminuer de 40 % chez les vers de terre et de 95 % chez la bécasse de 1986 à 1990, alors que le taux de radiocésium diminuait beaucoup moins dans le sol, ce qui laisse penser que c'est sa biodisponibilité qui a diminué.

### Gestion cynégétique
Les vagues migratoires de bécasses fluctuent selon les années et les conditions météorologiques. La pression de chasse peut alors être adaptée.

Par exemple, dans le Nord de la France, en 2010, le nombre des bécasses ayant décliné à cause d'hivers froids (2008, 2009) et à la suite des grands incendies en Russie de 2010, selon la Fédération des chasseurs du Pas-de-Calais , cette dernière a demandé, « en concertation avec les fédérations départementales des chasseurs voisines », une réduction des PQG (prélèvement quantitatif de gestion) Bécasse des bois à :
- 1 oiseau par jour et par chasseur (au lieu de 3) ;
- 10 oiseaux par jour et par groupe de 10 chasseurs et plus, au lieu de 30 actuellement.

La demande précisait que « si les conditions climatiques et l’état physiologique des oiseaux présents dans notre département se détériorent, la fédération pourra être appelée à demander une fermeture de l’espèce » .
Dans le même temps, les quatre fédérations départementales de chasse de Bretagne (Côtes-d'Armor, Finistère, Morbihan et Ille-et-Vilaine) ont travaillé ensemble à la réduction des prélèvements de bécasses. Ainsi, le PMA (prélèvement maximum autorisé par chasseur) Bécasse a été réduit à :
- 2 oiseaux par semaine (au lieu de 3) ;
- 20 oiseaux sur la saison (2010/2011).